# Transhumance

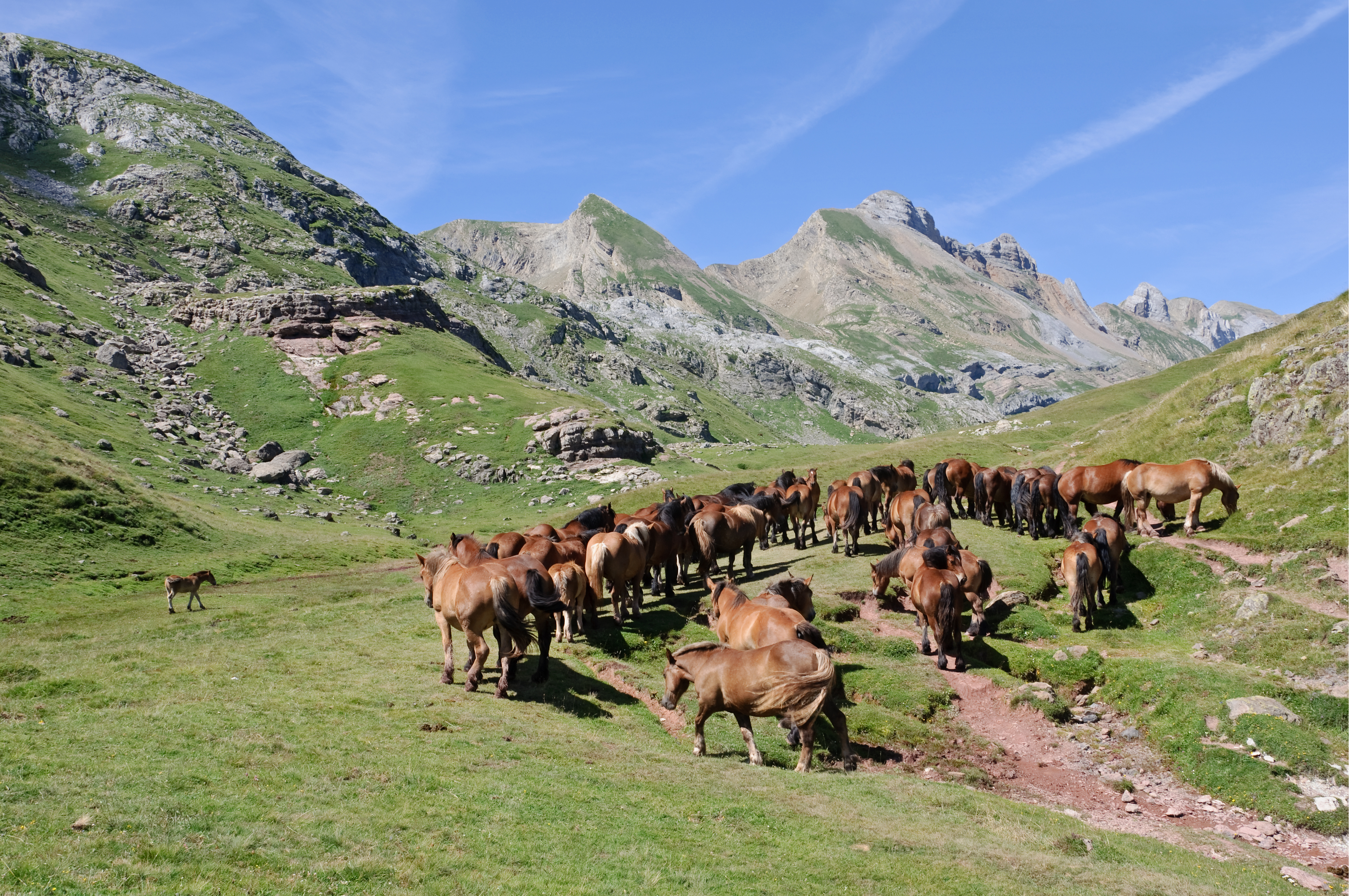
Stádo koní na letních horských pastvinách v Pyrenejích

Transhumance je druhem kočovnictví nebo pastevectví, sezónní přesun lidí se svými hospodářskými zvířaty mezi pevně danými letními a zimními pastvinami. V horských oblastech (vertikální transhumance) to znamená pohyb mezi výše položenými, horskými pastvinami v létě a nižšími údolími v zimě. Pastevec má trvalý domov a to obyčejně v údolí. Obecně platí, že putují pouze stáda, spolu s určitým počtem lidí, kteří se o ně starají, zatímco většina obyvatelstva zůstává v základních sídlech. Na rozdíl od toho je horizontální transhumance snadněji narušitelná klimatickými, ekonomickými nebo politickými změnami.
Tradiční nebo pevná transhumance se objevuje ve všech osídlených oblastech světa, zejména v Evropě a západní Asii. Je důležitá pro pastevecké společnosti, protože mléčné výrobky pocházející z transhumanovaných stád dobytka (mléko, máslo, jogurt a sýr) mohou tvořit většinu stravy těchto populací. V mnoha jazycích existují zvláštní výrazy pro horské letní pastviny a často tato slova bývají použita jako názvy míst.
Slovo transhumance je původem z francouzštiny a je odvozené z latinských slov trans (přes) a humus (země). Transhumance se vyvinula na každém obydleném kontinentu. Přestože existují významné kulturní a technické rozdíly, základní postupy pro využívání vzdálených sezónních pastvin jsou podobné.
Transhumance je „druh pastevectví nebo kočovnictví“. Chazanov kategorizuje kočovné formy pastevectví do pěti následujících skupin: „pravé pastevecké kočovnictví“, „polokočovné pastevectví“, „polousedlé pastevectví“, „chov na vzdálených pastvinách“ a „sezónní transhumance“.